# Список больниц Оттавы
Больницы Оттавы — часть системы здравоохранения Оттавы, столицы Канады. История гражданских больниц в Оттаве восходит к 40-м годам XIX века, когда город ещё назывался Байтауном. В начале XXI века в городе работают четыре региональных больницы, крупнейшая из которых — Городская больница Оттавы — располагает тремя отделениями и готова к обслуживанию более чем 1100 пациентов единовременно. Помимо этого, в городе работает несколько специализированных больниц и ряд гериатрических центров долгосрочного медицинского ухода.

## История больниц в Оттаве
Первая больница в Байтауне была военной: к 1826 году полковник Бай, руководивший постройкой канала Ридо, организовал для солдат, занятых на стройке, госпиталь на 20 коек на Казарменном холме (ныне Парламентский холм). Гражданские лица допускались в госпиталь при наличии свободных мест. В 1827 году военный врач А. Дж. Кристи открыл первую частную медицинскую практику в городе.
В последующие десятилетия в городе не раз создавались временные больницы для борьбы со вспышками эпидемий (в частности холеры, которая в 1832 году заставила власти Байтауна открыть первую в городе гражданскую больницу), но поскольку постоянного финансирования здравоохранение в Байтауне не получало, они закрывались вскоре после окончания эпидемий. В 1845 году Серые сёстры во главе с Элизабет Брюйер открыли в Байтауне первую постоянную больницу на семь коек, а в 1849 году после особенно масштабной вспышки тифа в дополнение к католической больнице была построена первая Протестантская общая больница. Тогда же была выдвинута идея постоянного городского Комитета по здравоохранению, но вопрос опять упёрся в финансирование, и комитет был создан только в 1886 году. Первое каменное больничное здание, предназначенное для больных оспой, было построено в 1851 году.
В 1894 году в Оттаве открылся родильный дом на 23 места, а через четыре года — большая общая больница св. Луки, рассчитанная более чем на 260 пациентов. В 1924 году эти два заведения были объединены с Общей протестантской больницей в единую структуру — Гражданскую больницу Оттавы (англ. Ottawa Civic Hospital), новое здание которой было рассчитано на 500 мест. В первой половине века также начали работу две больницы, специализировавшихся на инфекционных заболеваниях, рассчитанная на 100 коек больница Армии спасения и Оттавская детская протестантская больница на 55 мест.
В 1998 году состоялось очередное укрупнение медицинских структур Оттавы. Три больницы объединились в Городскую больницу Оттавы, располагающую в общей сложности более чем 1000 коек. В ведение новой организации была передана часть услуг ещё двух больниц — Королевского оттавского психиатрического центра и больницы Армии спасения. В 2004 году в структуру Городской больницы Оттавы был добавлен Оттавский региональный онкологический центр, а годом позже — центр реабилитации. В общей сложности в Городской больнице Оттавы 12 тысяч служащих, включая 1200 врачей и 4000 медсестёр; помимо этого, в больнице работают около 2000 студентов медицины и врачей-практикантов и столько же медсестёр-практикантов.

## Больницы Оттавы в начале XXI века

### Региональные больницы
| Больница                  | Больница                            | Год основания | Адрес                 | Вместимость (коек) |
| ------------------------- | ----------------------------------- | ------------- | --------------------- | ------------------ |
| Городская больница Оттавы |                                     |               |                       |                    |
|                           | Отделение General                   |               | Смит-роуд, 501        | 1155               |
|                           | Отделение Civic                     | 1924          | Карлинг-авеню, 1053   | 1155               |
|                           | Отделение Riverside                 |               | Риверсайд-драйв, 1967 | 1155               |
|                           |                                     |               |                       |                    |
|                           | Больница Монфор                     | 1953          | Монтриол-роуд, 713    | 301                |
|                           | Больница Квинсуэй-Карлтон           | 1976          | Бейслайн-роуд, 3045   | 264                |
|                           | Детская больница Восточного Онтарио | 1974          | Смит-роуд, 401        | 165                |

### Специализированные больницы
| Больница                          | Больница                                          | Год основания               | Адрес                       | Вместимость (коек) |
| --------------------------------- | ------------------------------------------------- | --------------------------- | --------------------------- | ------------------ |
|                                   | Королевский Оттавский психиатрический центр       | 1910 (общий) / 1961 (псих.) | Карлинг-авеню, 1145         | 284                |
|                                   | Кардиологический институт Оттавского университета | 1969                        | Раскин-стрит, 40            |                    |
|                                   | Медицинский центр ветеранов Перли-Ридо            | 1995                        | Расселл-роуд, 1750          | 450                |
|                                   |                                                   |                             |                             |                    |
| Фонд долгосрочной медицины Брюйер |                                                   |                             |                             |                    |
|                                   | Медицинский центр Элизабет Брюйер                 | 1845                        | Брюйер-стрит, 53            | 721                |
|                                   | Больница Сен-Венсан                               | 1924                        | Северная Кембридж-стрит, 60 | 721                |
|                                   | Семейный медицинский центр Примроуз               | 2006                        | Примроуз-авеню, 35          | 721                |